# Assegno divorzile
L'assegno divorzile, secondo la legge italiana, è un emolumento economico che può essere stabilito dal Tribunale a seguito del divorzio dei coniugi. Su accordo delle parti la corresponsione può avvenire in unica soluzione ove questa sia ritenuta equa dal tribunale.

## Disciplina normativa
Normativamente è disciplinato dalla legge n. 898 del 1970, così come modificata nel corso degli anni.
In particolare l'art. 5, comma 6, di detta legge stabilisce che con la sentenza che pronuncia lo scioglimento o la cessazione degli effetti civili del matrimonio, il tribunale, tenuto conto delle condizioni dei coniugi, delle ragioni della decisione, del contributo personale ed economico dato da ciascuno alla conduzione familiare ed alla formazione del patrimonio di ciascuno o di quello comune, del reddito di entrambi, e valutati tutti i suddetti elementi anche in rapporto alla durata del matrimonio, dispone l'obbligo per un coniuge di somministrare periodicamente a favore dell'altro un assegno quando quest'ultimo non ha mezzi adeguati o comunque non può procurarseli per ragioni oggettive.

## Il dibattito nella giurisprudenza
Sin dall'introduzione l'assegno divorzile è stato al centro di un dibattito giurisprudenziale. Tradizionalmente legato al tenore di vita della coppia, è stato recentemente oggetto di una decisione delle Sezioni Unite della Corte di cassazione con la sentenza dell'11 luglio 2018 n. 18287. Le stesse hanno stabilito che i presupposti dell'assegno divorzile e il calcolo sono collegati non ad un solo fattore, ma ad una serie di criteri, enunciando il seguente principio di diritto: “Ai sensi dell’art. 5 c. 6 della l. n. 898 del 1970, dopo le modifiche introdotte con la l. n. 74 del 1987, il riconoscimento dell’assegno di divorzio, cui deve attribuirsi una funzione assistenziale in pari misura compensativa e perequativa, richiede l’accertamento dell’inadeguatezza dei mezzi o comunque dell’impossibilità di procurarseli per ragioni oggettive, attraverso l’applicazione dei criteri di cui alla prima parte della norma i quali costituiscono il parametro di cui si deve tener conto per la relativa attribuzione e determinazione, ed in particolare, alla luce della valutazione comparativa delle condizioni economico-patrimoniali delle parti, in considerazione del contributo fornito dal richiedente alla conduzione della vita familiare e alla formazione del patrimonio comune e personale di ciascuno degli ex coniugi, in relazione alla durata del matrimonio e all’età dell’avente diritto”.
Nello specifico, occorre prima verificare se vi sia una rilevante disparità economica tra gli ex coniugi; poi accertare se tale, eventualmente rilevante disparità, sia dipendente dalle scelte di conduzione della vita familiare adottate e condivise in costanza di matrimonio da moglie e marito, con il sacrificio delle aspettative professionali e reddituali di una delle parti.